# Oskoršnica
Oskoršnica – wieś w Słowenii, w gminie Semič. W 2018 roku liczyła 65 mieszkańców.